# Blastobasis gracilis
Blastobasis gracilis é uma espécie de mariposa do gênero Blastobasis pertencente à família Coleophoridae.